# Istanbul'da ask baskadir
Istanbul'da ask baskadir è un film del 1961 diretto da Süreyya Duru.

## Trama
Storia d'amore e d'avventura tra un giornalista turco e una ragazza straniera.